# Ventilverlängerung

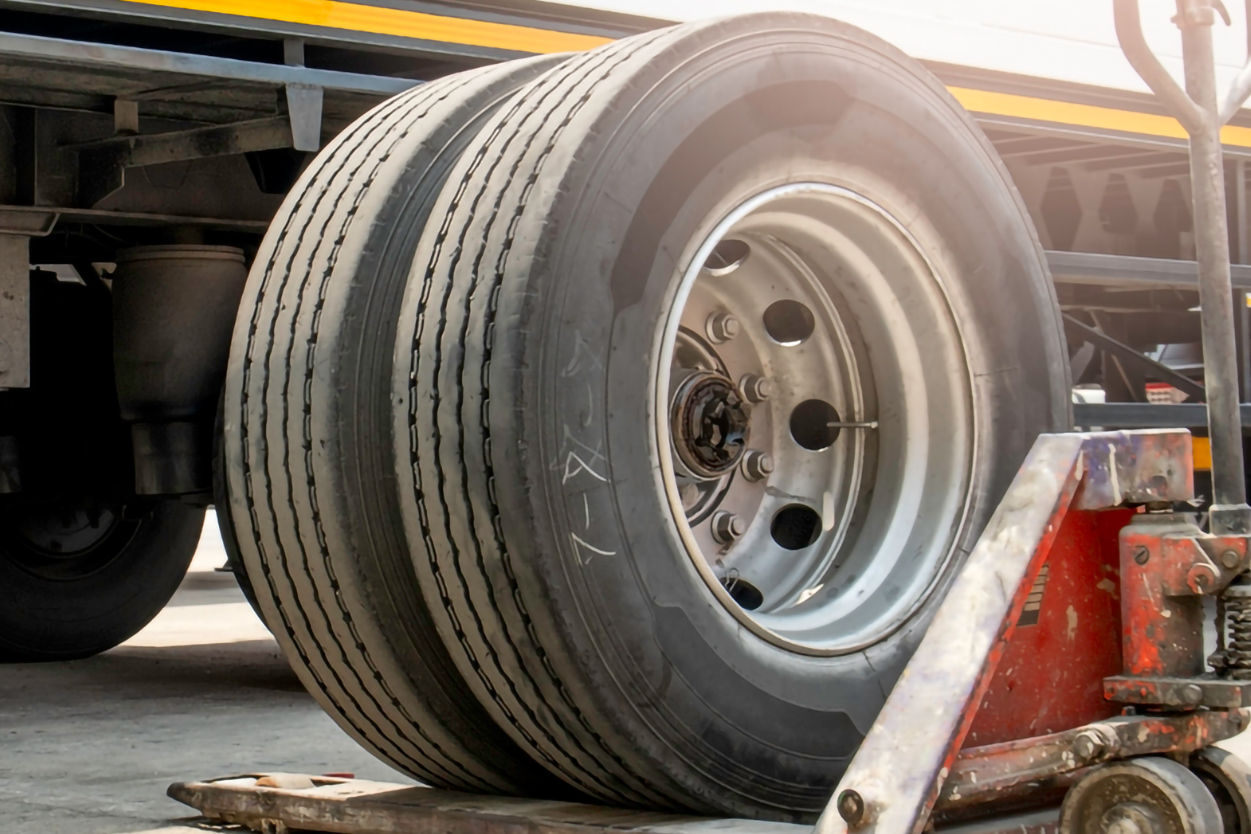
Zwillingsreifen mit Ventilverlängerungen am inneren Rad.

Ventilverlängerungen sind ein technisches Hilfsmittel im Reifenmanagement eines Fuhrparks mit Nutzfahrzeugen, um bei der Kontrolle oder Korrektur des Reifeninnendrucks schwer zugängliche Reifenventile ohne Probleme zu erreichen. Ventilverlängerungen kommen in erster Linie in einer Vielzahl unterschiedlicher Längen bei innen laufenden Zwillingsreifen zum Einsatz. Weitere Einsatzmöglichkeiten sind Einzelräder mit Radabdeckung sowie die häufig an schwer erreichbaren Stellen untergebrachten Reserveräder.
Darüber hinaus gibt es spezielle Ventilverlängerungen für Felgen, bei denen das Reifenventil aufgrund ihrer Geometrie oder der Einbausituation nur schwer zu erreichen ist. Hier können Verlängerungen mit in verschiedenen Winkeln gebogenen Anschlussstücken zum Einsatz kommen, um eine optimale Anbindung an das Reifenventil zu gewährleisten.

## Bauarten der Ventilverlängerungen

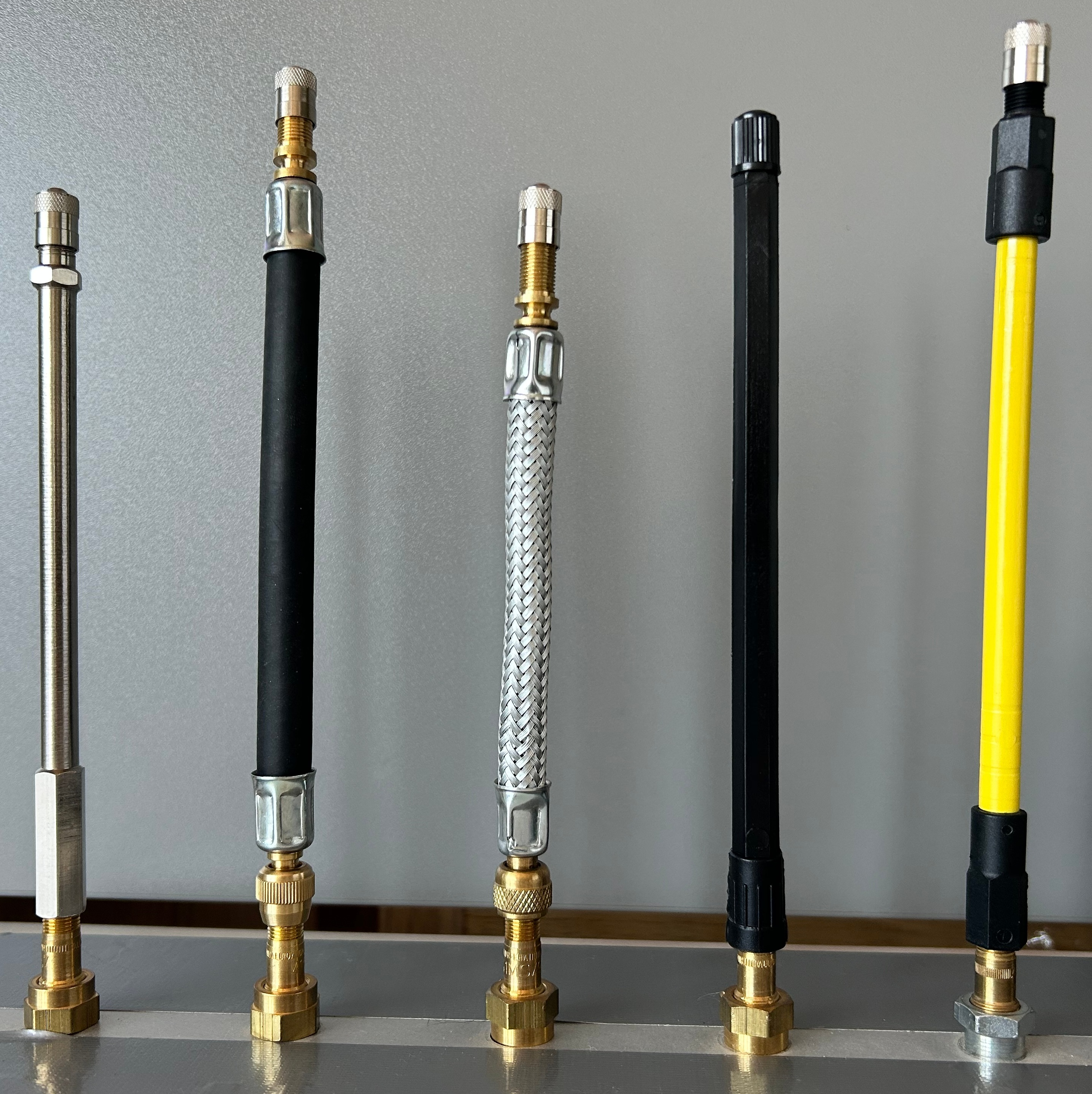
Bauarten einer Ventilverlängerung (v. l. n. r.): Metall, Gummi, Gummi mit Stahlummantelung, Kunststoff, System Air-Flexx.

Ventilverlängerungen lassen sich in zwei verschiedene Bauarten unterscheiden. Flexible Systeme bestehen in der Regel aus Gummischläuchen, die mit Gewebe oder einer Stahlummantelung verstärkt sind. Im Betrieb stehen diese Systeme unter Druck. Starre Ventilverlängerungen hingegen sind aus Kunststoff oder Messing hergestellt. Ihr Charakteristikum besteht darin, dass sie drucklos auf dem Reifenventil sitzen. Generell sollten Verlängerungen nicht mit Gummiventilen kombiniert werden. Zum Schutz vor Feuchtigkeit und Schmutz sollten außerdem stets Ventilkappen aufgeschraubt sein.

### Anforderungen an Ventilverlängerungen
Ventilverlängerungen müssen fachgerecht montiert und regelmäßig einer Sichtkontrolle unterzogen werden, um ihre Sicherheit und Funktionsfähigkeit zu gewährleisten. Gerade auf Baustellen, im Gelände- und Forstbetrieb sind herkömmliche Verlängerungen aus Metall, Kunststoff oder Gummi den täglichen Belastungen häufig nicht gewachsen. Verlängerungen aus Kunststoff und Metall brechen immer wieder ab. Gummischlauchverlängerungen sind anfällig für Scheuerstellen. Die Prüforganisation DEKRA hat in einer empirischen Studie im Rahmen der periodischen Fahrzeugüberwachung von rund 1000 Nutzfahrzeugen festgestellt, dass bei fast der Hälfte der untersuchten Fahrzeuge die Ventilverlängerungen abgebrochen, undicht oder nicht korrekt befestigt waren.

### Ventilverlängerungen als starre Systeme

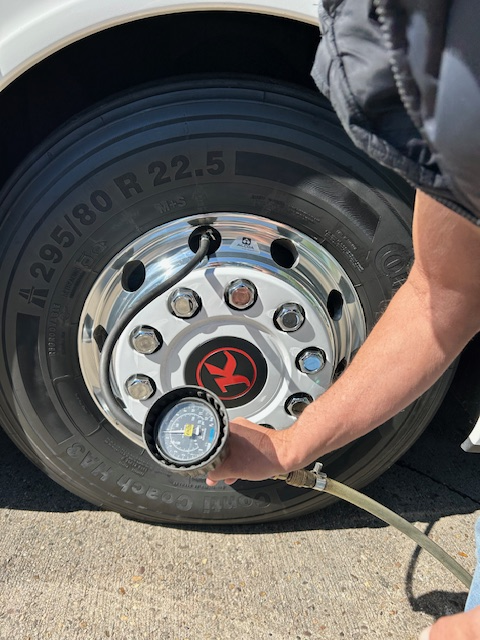
Luftdruckkontrolle mittels Ventilverlängerung am Vorderreifen.

Die Grundkonstruktion der starren Systeme besteht aus einem stabilen Gehäuse mit einem Luftrohr im Inneren, in dem sich ein in einer Führung eingefasster Ventilstift frei bewegt. Der Schaft besitzt auf der einen Seite ein Gewinde zum Aufschrauben auf das Ventil, auf der anderen einen Aufsatz für das Druckluftprüfgerät. Häufig warten starre Ventilverlängerungen mit einem Stützrohr auf, das die Montage auf dem Ventil durch die Führung des Rohres vereinfachen sowie Stabilität und Bruchsicherheit verbessern soll. Eine zusätzliche Halterung für den sicheren Sitz auf dem Reifenventil ist bei diesen Systemen in der Regel nicht erforderlich. 
Das entscheidende Konstruktionsprinzip einer starren Ventilverlängerung ist der drucklose Betrieb. In technischer Hinsicht bedeutet dies, dass im Inneren der auf das Ventil aufgeschraubten Verlängerung keine physische Verbindung zwischen dem Ventilstift der Verlängerung und dem Ventileinsatz des Nutzfahrzeugreifens besteht. Der Kontakt zwischen Ventilverlängerung und Ventil kommt erst dann zustande, wenn das Luftdruckgerät zum Prüfen oder Befüllen angesetzt wird. Der in der Ventilverlängerung integrierte Ventilstift drückt dann auf den Ventileinsatz, der sich dadurch öffnet und die Luft ins Reifeninnere einströmen lässt. Wird das Prüfgerät wieder abgesetzt, entfällt auch der Druck auf den Ventilstift. Die Verlängerung wechselt dann in den drucklosen Modus, gleichzeitig verschließt der Ventileinsatz wieder das Ventil.
Spezifische Eigenschaften
- Drucklose Systeme bieten im Falle einer Beschädigung eine erhöhte Sicherheit. Da das System selbst nicht unter Druck steht, führt eine Beschädigung der Verlängerung im Fahrbetrieb nicht zu einem unmittelbaren und gefährlichen Druckverlust im Reifen.

- Starre Kunststoff- oder Messingverlängerungen besitzen nur eine niedrige Bruchsicherheit. Bei mechanischer Belastung können sie leicht brechen.

- Eine beschädigte Ventilverlängerung kann den Zugang zum Reifenventil verhindern, was im Fall einer notwendigen Befüllung oder eines Druckausgleichs problematisch sein kann.

### Ventilverlängerungen als flexible Systeme
Flexible Ventilverlängerungen aus Gummi bieten aufgrund ihrer Biegsamkeit Vorteile im Hinblick auf die Erreichbarkeit schwer zugänglicher Reifenventile. Diese Bauart benötigt in der Regel eine Halterung oder eine Spannklammer, um ein Scheuern am Felgenloch oder ein Herausrutschen der Ventilverlängerung zu verhindern.
Im Inneren bestehen die Verlängerungen im Wesentlichen aus einem durchgehenden Luftschlauch. Allerdings benötigen flexible Systeme konstruktive Vorrichtungen, um eine Verbindung mit Ventil und Druckluftprüfgerät herzustellen. Dazu sitzt im Anschlussstück für das Ventilgewinde häufig ein kleiner Bolzen oder Amboss, der einen direkten Kontakt mit dem Ventileinsatz ermöglicht. Im oberen Teil der Verlängerung ist ein Rückschlagventil eingebaut, das beim Aufsetzen des Prüfgeräts aktiviert wird.
Die Besonderheit der flexiblen Systeme besteht darin, dass sie im Betrieb permanent mit Druck beaufschlagt sind. Wird die flexible Ventilverlängerung auf das Reifenventil aufgeschraubt, drückt der integrierte Bolzen oder Amboss auf das obere Ende des Ventilstifts im Ventileinsatz. Das Ventil wird dadurch geöffnet und ein Luftstrom kann fließen. In diesem Moment ist die Ventilverlängerung über das dauerhaft geöffnete Ventil direkt mit dem Reifeninneren verbunden. Das Rückschlagventil im oberen Teil der Verlängerung verhindert, dass die Luft nach außen entweicht. Der Innenraum der Verlängerung steht bei aufgeschraubter Verlängerung also unter dem gleichen Druck wie der Reifen. Wird das Reifendruckmessgerät an die Ventilverlängerung aufgesetzt, kann die Messung und Anpassung des Reifeninnendrucks unmittelbar erfolgen. 
Spezifische Eigenschaften
- Flexible Ventilverlängerungen lassen sich bei schwer erreichbaren Ventilen aufgrund ihrer Biegsamkeit leicht nutzen.

- Ein Sicherheitsaspekt ist die hohe Bruchsicherheit.

- In der Regel müssen flexible Verlängerungen mit einer Halterung montiert werden.

- Flexible Gummischlauchverlängerungen können ohne ausreichenden Schutz am Felgenloch durchscheuern. Zudem kann Gummi im Lauf der Zeit porös werden. In beiden Fällen kann das zu einem schleichenden Druckverlust führen.

- Ventilverlängerungen stehen unter Druck. Reißt die Verlängerung ab, verliert der Reifen sofort seine Luft.

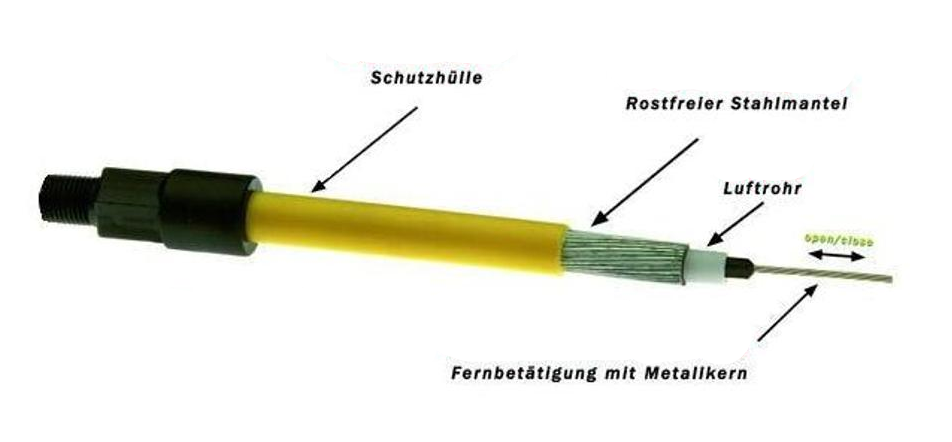
Mehrschichtiger Aufbau der drucklosen Air-Flexx Ventilverlängerung.

### Verlängerungssystem Air-Flexx
Eine besondere Bauart der Ventilverlängerungen stellt das System Air-Flexx dar. Dabei handelt es sich um ein Produkt, das Eigenschaften starrer und flexibler Ventilverlängerungen in einer Konstruktion verbindet. Ein entscheidendes Merkmal dieser Bauart ist die Drucklosigkeit der aufgeschraubten Verlängerung. Zudem besitzt sie aufgrund ihres speziellen Aufbaus eine hohe Biegsamkeit und Bruchsicherheit, die auch herkömmliche Gummischlauch-Ventilverlängerungen auszeichnen. Im Gegensatz zu diesen Systemen wartet Air-Flexx jedoch auch mit einer hohen Steifigkeit auf, die in den meisten Fällen eine Halterung überflüssig macht. Ein auf der Basis von Laboruntersuchungen und Materialprüfungen erteiltes Prüfsiegel der Prüforganisation DEKRA attestiert den Air-Flexx Verlängerungen eine hohe Standfestigkeit gegen Anscheuerungen, Risse und Brüche.
Aus technischer Sicht besitzt die Air-Flexx Ventilverlängerung einen mehrschichtigen Aufbau, der Materialien wie Edelstahl und Hochleistungskunststoffe kombiniert. Das Luftrohr ist aus Kunststoff gefertigt und von einem Mantel aus rostfreiem Edelstahl umgeben. Die äußere Schutzhülle besteht aus einem widerstandsfähigen Kunststoff. Der im Luftrohr integrierte Ventilstift funktioniert als Fernbedienung für den Ventileinsatz im Reifenventil. Er besitzt einen Edelstahlkern, der in eine Führung aus Kunststoff eingefasst ist und sich frei im Luftrohr bewegt.
Spezifische Eigenschaften
- Erhöhte Betriebssicherheit als druckloses System

- Durch mehrschichtigen und flexiblen Aufbau weitgehend bruchsicher

- In den meisten Fällen keine Halterung erforderlich

- Hohe Resistenz gegenüber Rissen und Anscheuern.

## Prüfpunkt bei der Sicherheitsprüfung
Ventilverlängerungen sind seit dem 1. Juli 2012 ein eigener Prüfpunkt bei der gesetzlich vorgeschriebenen Sicherheitsprüfung für Lkw, Zugmaschinen, Anhänger und Omnibusse (§ 29 und Anlage VIII StVZO). Fehlt eine erforderliche Ventilverlängerung oder weist sie einen Defekt auf, gilt die Sicherheitsprüfung als nicht bestanden.

## Kompatibilität mit Reifendruckkontrollsystemen
Ventilverlängerungen sind auch mit direkten Reifendruckkontrollsystemen kompatibel, wenn diese mit einem Ventilsensor ausgestattet sind, der im Reifeninneren auf der Felge fixiert ist. In diesem Fall wird eine auf das Ventil geschraubte Verlängerung die Funktion des Sensors nicht beeinträchtigen. Sitzt der Sensor allerdings auf dem Ventil selbst, was häufig bei Lösungen zur Nachrüstung vorkommt, lässt sich eine Ventilverlängerung nicht mehr anwenden.